# Bezděkov pod Třemšínem
Bezděkov pod Třemšínem är en ort i Tjeckien.   Den ligger i regionen Mellersta Böhmen, i den centrala delen av landet, 70 km sydväst om huvudstaden Prag. Bezděkov pod Třemšínem ligger 550 meter över havet och antalet invånare är 154.
Terrängen runt Bezděkov pod Třemšínem är platt åt sydost, men åt nordväst är den kuperad. Runt Bezděkov pod Třemšínem är det ganska tätbefolkat, med 120 invånare per kvadratkilometer. Närmaste större samhälle är Příbram, 15,7 km nordost om Bezděkov pod Třemšínem. Trakten runt Bezděkov pod Třemšínem består till största delen av jordbruksmark.